# Los Cerritos, Veracruz
Los Cerritos är en ort i Mexiko.   Den ligger i kommunen Tierra Blanca och delstaten Veracruz, i den sydöstra delen av landet, 280 km öster om huvudstaden Mexico City. Los Cerritos ligger 180 meter över havet och antalet invånare är 214.
Terrängen runt Los Cerritos är huvudsakligen platt, men söderut är den kuperad. Runt Los Cerritos är det ganska tätbefolkat, med 75 invånare per kvadratkilometer. Närmaste större samhälle är Cosolapa, 11,4 km väster om Los Cerritos. Omgivningarna runt Los Cerritos är en mosaik av jordbruksmark och naturlig växtlighet.